# Phostria capillalis
Phostria capillalis là một loài bướm đêm trong họ Crambidae.